# Thorvalder Grymssen Brochmann
Thorvalder Grymssen Brochmann, död 26 maj 1763 i Stockholm, var en svensk-isländsk översättare.
Brochmann var student vid universitetet i Köpenhamn då han i februari 1733 inkallades till Sverige som översättare. Hans uppgift blev främst att översätta och bearbeta ett antal isländska sagor. Bland de texter han översatte märks Völsungasagan, Orvar Odds saga, Saga om Ketil Häng, Gunnlaug Ormstungas saga, Njáls saga och Sagan om Fritfjof den frökne. Han sysslade även med kompletteringar av Snorres Edda och korrigeringar av Olof Verelius' handskrivna Lexicon Scandium med mera. 6 mars 1733 blev han tillförordnad och 6 december ordinarie kanslist. 1744 fördes han upp på förslag till att utses till translator i de gamla nordiska språken.